# Jefe de la República de Osetia del Norte-Alania
El presidente de la república de Osetia del Norte-Alania es el cargo más importante del gobierno de la república de Osetia del Norte-Alania, en Rusia. El presidente se elige por los residentes de la república y tiene un período de cinco años.

## Lista de Jefes
| # | Nombre | Nombre | Nombre                        | Inicio del mandato       | Final del mandato     | Partido político |
| - | ------ | ------ | ----------------------------- | ------------------------ | --------------------- | ---------------- |
| 1 |        |        | Ajsarbek Galázov (1929-2013)  | 21 de enero de 1994      | 30 de enero de 1998   | Independiente    |
| 2 |        |        | Aleksandr Dzasójov (1934)     | 30 de enero de 1998      | 7 de junio de 2005    | Independiente    |
| 3 |        |        | Taimuraz Mámsurov (1954)      | 7 de junio de 2005       | 5 de junio de 2015    | Rusia Unida      |
| 4 |        |        | Tamerlán Aguzárov (1963-2016) | 5 de junio de 2015       | 19 de febrero de 2016 | Rusia Unida      |
| 5 |        |        | Viacheslav Bitárov (1961)     | 16 de septiembre de 2016 | 12 de abril de 2021   | Rusia Unida      |
| 6 |        |        | Serguéi Meniailo (1960)       | 12 de abril de 2021      | Actualidad            | Rusia Unida      |